# Battaglia di Annan
La battaglia di Annan fu uno scontro delle guerre d'indipendenza scozzesi combattuto il 16 dicembre 1332 ad Annan, in Scozia.
Edward Balliol era stato incoronato sovrano di Scozia col supporto degli inglesi, ma mantenne la corona per soli tre mesi per poi essere sconfitto. Nell'ottobre del 1332, sir Archibald Douglas, "guardiano di Scozia", siglò una pace con Balliol, lasciando poi al parlamento scozzese il diritto di riunirsi in assemblea e decidere quale fosse da ritenere il vero re. Incoraggiato dalla tregua, Balliol licenziò tutti i soldati inglesi al suo servizio e si spostò ad Annan a nord del Solway Firth. Inviò quindi due lettere pubbliche nelle quali disse che l'aiuto dell'Inghilterra era stato finalizzato a reclamare il suo regno. Promise inoltre delle terre al confine a Edoardo III, inclusa la città di Berwick-on-Tweed, e di voler giurare fedeltà all'Inghilterra per il resto della sua vita.
Nelle prime ore del mattino del 16 dicembre 1332 i realisti scozzesi guidati da sir Archibald Douglas, John Randolph, III conte di Moray, Robert Stewart e da Simon Fraser attaccarono di sorpresa le forze di Balliol. Gran parte degli uomini di Balliol rimasero uccisi, anche se lui riuscì invece a fuggire e giunse a cavallo a Carlisle, in Inghilterra, dove trovò rifugio. Il fratello di Edward, Henry Balliol, morì per le ferite riportate nella battaglia di Annan. La morte di Henry pose fine alla dinastia dei Balliol scozzesi in quanto lo stesso Edward morì senza eredi nel 1364.
Robert Stewart, futuro re Roberto II di Scozia, aveva sedici anni all'epoca della battaglia di Annan. I lealisti combattevano per re Davide II di Scozia, figlio di Roberto I, che aveva appena otto anni.